# Ben Mankiewicz

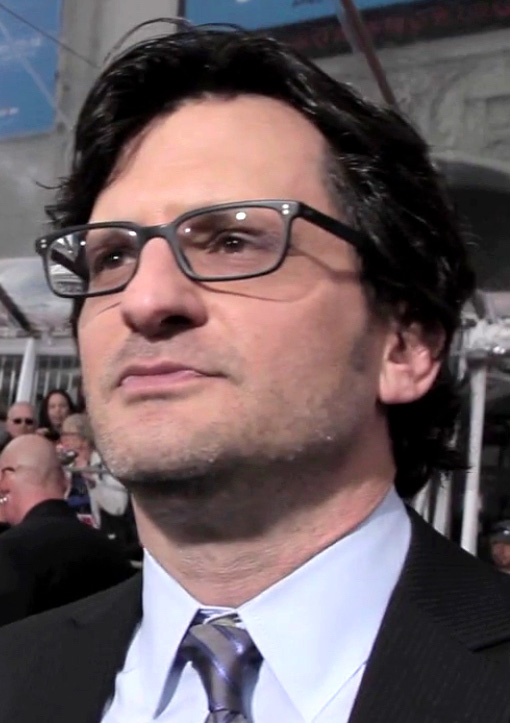
Ben Mankiewicz (2012)

Benjamin Fredrick „Ben“ Mankiewicz (* 25. März 1967 in Washington, D.C.) ist ein US-amerikanischer Journalist, Moderator und Filmkritiker.

## Leben
Mankiewicz entstammt einer Familie von Kreativen und Journalisten; er ist der Sohn des Journalisten Frank Mankiewicz, Enkel des Drehbuchautors Herman J. Mankiewicz, und Großneffe des Regisseurs Joseph L. Mankiewicz. Sein älterer Bruder Josh Mankiewicz ist Reporter beim amerikanischen Sender NBC News.
Er besuchte die Georgetown Day High School, die Tufts University und die Columbia University, bevor er in den 1990er Jahren seine Karriere als Radiomoderator in Miami, Florida begann. Zu dieser Zeit freundete er sich mit dem Moderator Cenk Uygur an, der später den Internet-Nachrichtenkanal The Young Turks gründete. Von 2008 bis 2009 moderierte Mankiewicz gemeinsam mit Ben Lyons die durch Roger Ebert bekannt gewordene Fernsehsendung At the Movies. Mankiewicz wurde später Teil des The Young Turks-Teams und ist unter anderem als Produzent und Moderator des Film- und Serienkritik-Segments What the Flick?! tätig. 2019 war er neben Alicia Malone Off-Sprecher für die Dokuserie The Movies – Die Geschichte Hollywoods.
Seit 2003 tritt Mankiewicz als Moderator beim Fernsehsender Turner Classic Movies in Erscheinung. Seit dem Tod des vormaligen Hauptmoderators Robert Osborne 2017 gilt er als wichtigstes Gesicht des Senders.

## Privatleben
Mankiewicz ist seit 2013 mit Lee Russo verheiratet, mit der er eine Tochter hat.